# Manfred Schneider (Germanist)
Manfred Schneider (geboren 19. Februar 1944 in Gleiwitz) ist ein deutscher Schriftsteller, Literatur- und Medienwissenschaftler.

## Leben
Schneider studierte Germanistik, Romanistik, Musikwissenschaft und Philosophie in Freiburg i. Br. Er promovierte 1971 mit einer Arbeit über Christian Dietrich Grabbe. Nach seiner Habilitation 1979 wurde er Professor für Neuere deutsche Literatur an der Universität Essen. 1999 wechselte er an die Ruhr-Universität Bochum, wo er bis 2012 einen Lehrstuhl für Neugermanistik, Ästhetik und literarische Medien innehatte.
Schwerpunkte seiner Forschungstätigkeit sind die Literatur und Ästhetik der Moderne, Medientheorie, Literatur und Recht, die Geschichte der Befragungen in Beichte, Verhör und Psychoanalyse. Eine Reihe von Arbeiten widmete er den Störern der modernen Gesellschaft (Wahnsinnigen, Revolutionären, Barbaren, Attentätern).
Neben seiner Forschungs- und Lehrtätigkeit äußert sich Schneider immer wieder als Kritiker, Kommentator oder Essayist im Hörfunk sowie im politischen Feuilleton verschiedener Tageszeitungen (Frankfurter Rundschau und Neue Zürcher Zeitung). Manfred Schneider ist auch als literarischer Autor tätig. 2021 veröffentlichte er den Roman Die Katze schleicht.

## Veröffentlichungen (Auswahl)
- Destruktion und utopische Gemeinschaft. Zur Thematik und Dramaturgie des Heroischen im Werk Christian Dietrich Grabbes. Frankfurt am Main: Athenäum 1973 (Gegenwart der Dichtung; 7).
- Subversive Ästhetik. Regression als Bedingung und Thema von Marcel Prousts Romankunst. Tübingen: Niemeyer 1975 (Konzepte d. Sprach- u. Literaturwissenschaft; 16).
- Die Angst und das Paradies des Nörglers. Versuch über Karl Kraus. Frankfurt am Main: Syndikat 1977.
- Die kranke schöne Seele der Revolution. Heine, Börne, das »Junge Deutschland«, Marx und Engels. Frankfurt am Main: Syndikat 1980.
- »Die Kinder des Olymp«. Der Triumph der Schaulust. Texte, Dokumente, Kommentare. Unter Mitarbeit v. Irmelin Sansen, Eva Striewe u. Ferdinand Fries. Frankfurt am Main: Fischer 1985 (Fischer Tb.; 4461).
- Die erkaltete Herzensschrift. Der autobiographische Text im 20. Jahrhundert, Hanser, München / Wien 1986, ISBN 3-446-14656-3.
- mit Rüdiger Campe: Geschichten der Physiognomik. Text – Bild – Wissen. Freiburg: Rombach 1996 (Rombach Wissenschaft. Reihe Litterae Bd. 36).
- Liebe und Betrug. Die Sprachen des Verlangens. München/Wien: Hanser 1992. Taschenbuchausgabe: München: dtv 1994[1]
- Der Barbar. Endzeitstimmung und Kulturrecycling. München/Wien: Hanser 1997[2]
- Die Ordnung des Versprechens. Naturrecht – Institution – Sprechakt. In Zusammenarbeit mit Peter Friedrich, Michael Niehaus u. Wim Peeters. Fink, München 2005 (Literatur und Recht: 2).
- mit Ursula Renner-Henke: Häutung. Lesarten des Marsyas-Mythos. München: Fink 2006.
- mit Jo Reichertz: Sozialgeschichte des Geständnisses. Zum Wandel der Geständniskultur. Wiesbaden: VS Verlag 2007.
- mit Peter Friedrich: Fatale Sprachen. Eid und Fluch in Literatur- und Rechtsgeschichte. München: Fink 2009 (Literatur und Recht; 4)
- Das Attentat. Kritik der paranoischen Vernunft. Matthes & Seitz, Berlin 2010, ISBN 978-3-88221-537-3 (Rezension von René Aguigah).
- Transparenztraum. Literatur, Politik, Medien und das Unmögliche. Matthes & Seitz, Berlin 2013, ISBN 978-3-88221-082-8.[3]
- mit Christian Lück, Michael Niehaus, Peter Risthaus: Archiv des Beispiels. Vorarbeiten und Überlegungen. Zürich-Berlin: diaphanes 2013.
- Medienrevolutionen. Die Reformation im 16. Jahrhundert und die Aufstände in arabischen Ländern 2010/1011. Zürich: Schriftenreihe der Vontobel-Stiftung 2014.
- L’attentato. Critica della ragione paranoica. Trad. di Francesco Porci. Vicenza: Neri Pozza 2019.
- Die Katze schleicht. Roman. Berlin: Transit 2021, ISBN 978-3-88747-384-6[4]